# Louis Massignon
Louis Fernand Jules Massignon, född 25 juli 1883 i Nogent-sur-Marne, Frankrike, död 4 november 1962 i Paris, var en fransk islamolog. 
Massignon blev 1919 tillförordnad professor i islamsk sociologi och sociografi vid Collège de France och övertog 1926 professuren helt. Han var också ordförande för Institutet för Iranistik vid Sorbonneuniversitetet. Han var ledamot av många akademier och vetenskapliga sällskap, bland annat från 1924 utländsk ledamot av Vetenskapsakademin i Sovjetunionen och från 1953 utländsk ledamot av den svenska Vetenskapsakademien. Han var redaktör för tidskrifterna Revue du Monde musulman (från 1918 kallad Revue des Études islamiques) och Annuaire du Monde musulman.
Massignons forskade kring den muslimska världens religion, filosofi, dess politiska och kulturella historia samt dess interaktion med andra civilisationer. Massignon lämnade även ett betydande bidrag till studiet av sufismen.